# Patrycja Volny
Patrycja Volny, znana także jako Patrycja Kaczmarska (ur. 5 lutego 1988 w Monachium) – polska aktorka i piosenkarka.

## Życiorys
Jest córką Jacka Kaczmarskiego i Ewy Volny. Urodziła się w Monachium, a dorastała w Perth w zachodniej Australii. Mieszka we Francji, ma córkę.
W 2003 ukończyła Shine Creative and Performing Arts Academy w Perth, a w 2005 Joondalup Academy of Performing Arts w Perth Western (Australia). Jest absolwentką (2013) Wydziału Aktorskiego Państwowej Wyższej Szkoły Filmowej, Telewizyjnej i Teatralnej w Łodzi.
W 2024 ukazała się jej autobiografia Niewygodna, w której opisuje m.in. trudne dzieciństwo i dorastanie w cieniu przemocowego ojca.

### Kariera
Debiutowała w zawodzie aktorskim w wieku ośmiu lat grą w sztukach teatralnych oraz australijskich filmach. W trakcie studiów występowała głównie w produkcjach początkujących twórców oraz gościnnie w polskich serialach. Jej pierwszą znaczącą rolą była postać Dobrej Nowiny w Pokocie (2017) w reżyserii Agnieszki Holland.
Współtworzy dwujęzyczną grupę teatralną (francusko-angielską) na północy Francji, gdzie mieszka.

## Filmografia
- 2006: Umarli ze Spoon River jako Lidia Humphrey
- 2007: Pseudonim Anoda jako gość Heńka
- 2010: Pożegnanie (tv)
- 2010: Szczur
- 2010: Śmierć czeskiego psa
- 2011: I żyli długo i szczęśliwie (etiuda szkolna)
- 2011: Krzycz, jeśli chcesz jako Aneta
- 2011: To co posiadasz jako kasjerka w banku
- 2012: Prawo Agaty jako aplikantka
- 2012: Überraschung jako Inge
- 2017: Pokot jako Dobra Nowina
- 2018: Zlaty podraz jako Michelle
- 2018: 1983 (serial telewizyjny)
- 2019: Kurier jako Marysia
- 2019: Obywatel Jones jako Bonnie
- 2020: Ojciec Mateusz jako piosenkarka Eliza Meyer (odc. 303)
- 2021: Stulecie Winnych – Lotta, kochanka, później żona Jan Winnego

Źródło: Filmpolski.pl.